# Otapi
Otapi – wieś w Gruzji (Abchazji), w regionie Oczamczyra. W 2011 roku liczyła 185 mieszkańców.